# Aléna
Az Aléna női név a Magdaléna név német rövidülése.

## Rokon nevek
Bagita, Léna, Lenke, Madlen, Madléna, Magdaléna, Magda, Magdó, Magdolna, Marléne, Médi,

## Gyakorisága
Az újszülötteknek adott nevek körében az 1990-es években szórványosan fordult elő. A 2000-es és a 2010-es években sem szerepelt a 100 leggyakrabban adott női név között.
A teljes népességre vonatkozóan az Aléna sem a 2000-es, sem a 2010-es években nem szerepelt a 100 leggyakrabban viselt női név között.

## Névnapok
május 29.,